# Ipomoea milnei
Ipomoea milnei är en vindeväxtart som beskrevs av Bernard Verdcourt. Ipomoea milnei ingår i släktet praktvindor, och familjen vindeväxter. Inga underarter finns listade i Catalogue of Life.